# The Hazards of Helen
The Hazards of Helen è un serial muto del 1914 diretto da J. Gunnis Davis, J.P. McGowan, Robert G. Vignola e, non accreditati, Helen Holmes, Paul Hurst e Leo D. Maloney.
Viene considerato il più lungo serial cinematografico. Basato su un romanzo di John Russell Corvell e tratto dalla commedia di Denman Thompson, è stata adattato per lo schermo da Scott Darling. Non è considerato un tipico serial, perché ogni episodio è un film a sé stante, con un finale conclusivo.
I primi episodi furono diretti da J.P. McGowan con protagonista sua moglie, l'attrice Helen Holmes. Holmes, durante le riprese, si ammalò e venne sostituita per un episodio, il numero 18, da Anna Q. Nilsson. Il film ebbe un grande successo e dopo 29 episodi, McGowan e Holmes erano diventate delle star: decisero, allora, di mettere a frutto la grande popolarità che avevano acquisito con il serial abbandonando la Kalem per passare a un'altra casa di produzione. Rimasto senza eroina, il serial trovò un'interprete di ripiego in Elsie McLeod che venne diretta da James Davis. Al cinquantesimo episodio, la McLeod venne sostituita definitivamente dalla moglie dell'attore Hoot Gibson, Rose Wenger Gibson che, sul set, era stata la controfigura della precedente protagonista, Helen Holmes. Da quel momento, Rose Wenger prese il nome di Helen diventando così Helen Gibson. La nuova protagonista ricoprì il ruolo dell'avventurosa Helen fino alla fine, quando il serial chiuse, arrivato al traguardo del 119º episodio, un vero record nella storia del cinema.

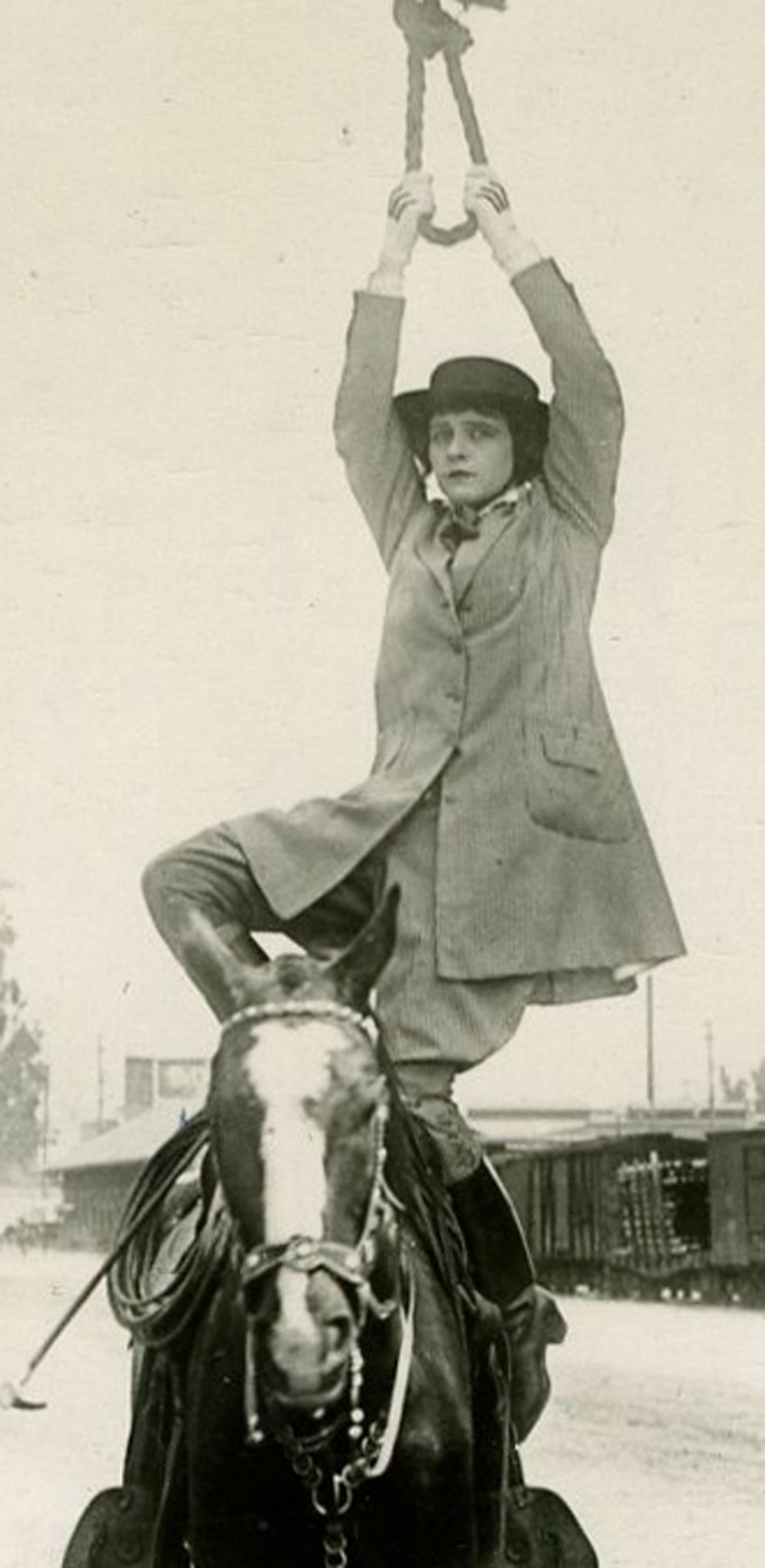
Helen Gibson, l'ultima interprete di Helen, sul set del film (1916)

## Produzione
Il film fu prodotto dalla Kalem Company che, dopo il clamoroso successo che la rivale Pathé aveva ottenuto con Pearl White, protagonista dei venti episodi di The Perils of Pauline, decise di seguire l'onda, proponendo anche lei un serial che avesse come personaggio principale una ragazza avventurosa, intraprendente e dalle doti atletiche. Un personaggio perfetto per Helen Holmes, che si era già distinta in simili ruoli, diretta dal marito, l'australiano J.P. McGowan.
Le riprese vennero effettuate in California, a Glendale, Sonora e Jamestown.

## Distribuzione
Distribuito dalla General Film Company, il primo episodio del serial uscì nelle sale cinematografiche statunitensi il 14 novembre 1914.
Presumibilmente, il film intero è andato perduto. Ne esistono ancora dei frammenti conservati negli archivi della Library of Congress (episodi 1, 3, 39, 63, 69, 76 e 96; episodi 13, 26 e 106); negli archivi del National Film and Television Archive del British Film Institute (episodi 20-21); all'International Museum of Photography and Film at George Eastman House (episodio 108); nelle collezioni del Film Preservation Associates (Blackhawk Films collection) (episodi 9, 26 e 33); al Nederlands Filmmuseum e in collezioni private (episodi 9, 31 e 33).
L'episodio 13, uscito nel 1915, appare in un'antologia in DVD della durata totale di 739 minuti, uscita nel 2007 e distribuita dalla National Film Preservation Foundation con il titolo Treasures III - Social Issues in American Film - (1900-1934).

### Episodi
1. Helen's Sacrifice, regia di J.P. McGowan
 Data di uscita: 14 novembre 1914
2. The Plot at the R.R. Cut, regia di J.P. McGowan
Data di uscita: 21 novembre 1914
3. The Girl at the Throttle, regia di J.P. McGowan
Data di uscita: 28 novembre 1914
4. The Stolen Engine, regia di J.P. McGowan
Data di uscita: 5 dicembre 1914
5. The Flying Freight's Captive, regia di J.P. McGowan
Data di uscita: 12 dicembre 1914
6. The Black Diamond Express, regia di J.P. McGowan
Data di uscita: 19 dicembre 1914
7. The Escape on the Limited, regia di J.P. McGowan
Data di uscita: 26 dicembre 1914
8. The Girl Telegrapher's Peril, regia di J.P. McGowan
Data di uscita: 2 gennaio 1915
9. The Leap From the Water Tower, regia di J.P. McGowan
Data di uscita: 9 gennaio 1915
10. The Broken Circuit, regia di J.P. McGowan
Data di uscita: 16 gennaio 1915
11. The Fast Mail's Danger, regia di J.P. McGowan
Data di uscita: 23 gennaio 1915
12. The Little Engineer, regia di J.P. McGowan
Data di uscita: 30 gennaio 1915
13. Escape of the Fast Freight (o The Escape on the Fast Freight[3], regia di Paul Hurst
Data di uscita: 6 febbraio 1915
14. The Red Signal, regia di Paul Hurst
Data di uscita: 13 febbraio 1915
15. The Engineer's Peril, regia di J.P. McGowan
Data di uscita: 20 febbraio 1915
16. The Open Drawbridge
17. The Death Train, regia di J.P. McGowan
18. Night Operator at Buxton, regia di Robert G. Vignola
Data di uscita: 13 marzo 1915
19. The Railroad Raiders of '62, regia di J.P. McGowan
Data di uscita: 20 marzo 1915
20. The Girl at Lone Point
21. A Life in the Balance, regia di J.P. McGowan
Data di uscita: 3 aprile 1915
22. The Girl on the Trestle
23. The Girl Engineer, regia di J.P. McGowan
Data di uscita: 17 aprile 1915
24. A Race for a Crossing
25. The Box Car Trap
26. The Wild Engine
27. A Fiend at the Throttle
28. The Broken Train
29. A Railroader's Bravery
30. The Human Chain
31. The Pay Train
32. Near Eternity
33. In Danger's Path, regia di J.P. McGowan
Data di uscita: 26 giugno 1915
34. The Midnight Limited
Data di uscita: 3 luglio 1915
35. A Wild Ride
36. A Deed of Daring
37. The Girl on the Engine
38. The Fate of #1
39. The Substitute Fireman
40. The Limited's Peril
41. A Perilous Chance
42. Train Order #45
43. The Broken Rail
44. Nerves of Steel
45. A Girl's Grit
46. A Matter of Seconds
47. The Runaway Boxcar
48. The Water Tank Plot
49. A Test of Courage
50. A Mile a Minute
51. Rescue of the Brakeman's Children
52. Danger Ahead
53. The Girl and the Special
54. The Girl on the Bridge
55. The Dynamite Train
56. The Tramp Telegrapher
57. Crossed Wires
58. The Wrong Train Order
59. A Boy at the Throttle
60. At the Risk of Her Life
61. When Seconds Count
62. The Haunted Station
63. The Open Track
64. Tapped Wires
65. The Broken Wire
66. Perils of the Rails
67. A Perilous Swing
68. The Switchman's Story
69. A Girl Telegrapher's Nerve
70. A Race for a Life
71. The Girl Who Dared
72. The Detective's Peril
73. The Trapping of 'Peeler White'
74. The Record Run
75. The Race for a Siding
76. The Governor's Special
77. The Trail of Danger
78. The Human Telegram
79. The Bridge of Danger
80. One Chance in a Hundred
81. The Capture of Red Stanley
82. Spiked Switch
83. The Treasure Train, regia di J. Gunnis Davis
Data di uscita: 10 giugno 1916
84. A Race Through the Air
85. The Mysterious Cipher, regia di J. Gunnis Davis (as James Davis)
Data di uscita: 24 giugno 1916
86. The Engineer's Honor
87. To Save the Road
88. The Broken Brake
89. In Death's Pathway
90. A Plunge from the Sky
91. A Mystery of the Rails
92. Hurled Through the Drawbridge
93. With the Aid of The Wrecker
94. At Danger's Call
95. Secret of the Box Car
96. Ablaze on the Rails
97. The Hoodoo of Division B
98. Defying Death
99. The Death Swing, regia di J. Gunnis Davis
Data di uscita: 30 settembre 1916
100. The Blocked Track, regia di J. Gunnis Davis
Data di uscita: 7 ottobre 1916
101. To Save the Special, regia di J. Gunnis Davis
Data di uscita: 14 ottobre 1916
102. A Daring Chance, regia di J. Gunnis Davis
Data di uscita: 21 ottobre 1916
103. The Last Messenger, regia di J. Gunnis Davis
Data di uscita: 28 ottobre 1916
104. The Gate of Death, regia di J. Gunnis Davis
Data di uscita: 4 novembre 1916
105. The Lone Point Mystery, regia di Walter Morton
Data di uscita: 11 novembre 1916
106. The Runaway Sleeper, regia di Walter Morton
Data di uscita: 18 novembre 1916
107. The Forgotten Train Order, regia di Walter Morton
Data di uscita: 25 novembre 1916
108. The Trial Run, regia di Walter Morton
Data di uscita: 2 dicembre 1916
109. The Lineman's Peril, regia di Walter Morton
Data di uscita: 9 dicembre 1916
110. The Midnight Express, regia di Walter Morton
Data di uscita: 16 dicembre 1916
111. The Vanishing Box Car
112. A Race with Death
113. The Morgul Mountain Mystery
114. The Fireman's Nemesis
115. The Wrecked Station
116. Railroad Claim Intrigue
117. The Death Siding
118. The Prima Donna's Special
119. The Side Tracked Sleeper